# Morąg
Morąg é um município da Polônia, na voivodia da Vármia-Masúria e no condado de Ostróda. Estende-se por uma área de 6,11 km², com 14 042 habitantes, segundo os censos de 2017, com uma densidade de 2298 hab/km².